# Buslijn 24 (Haaglanden)

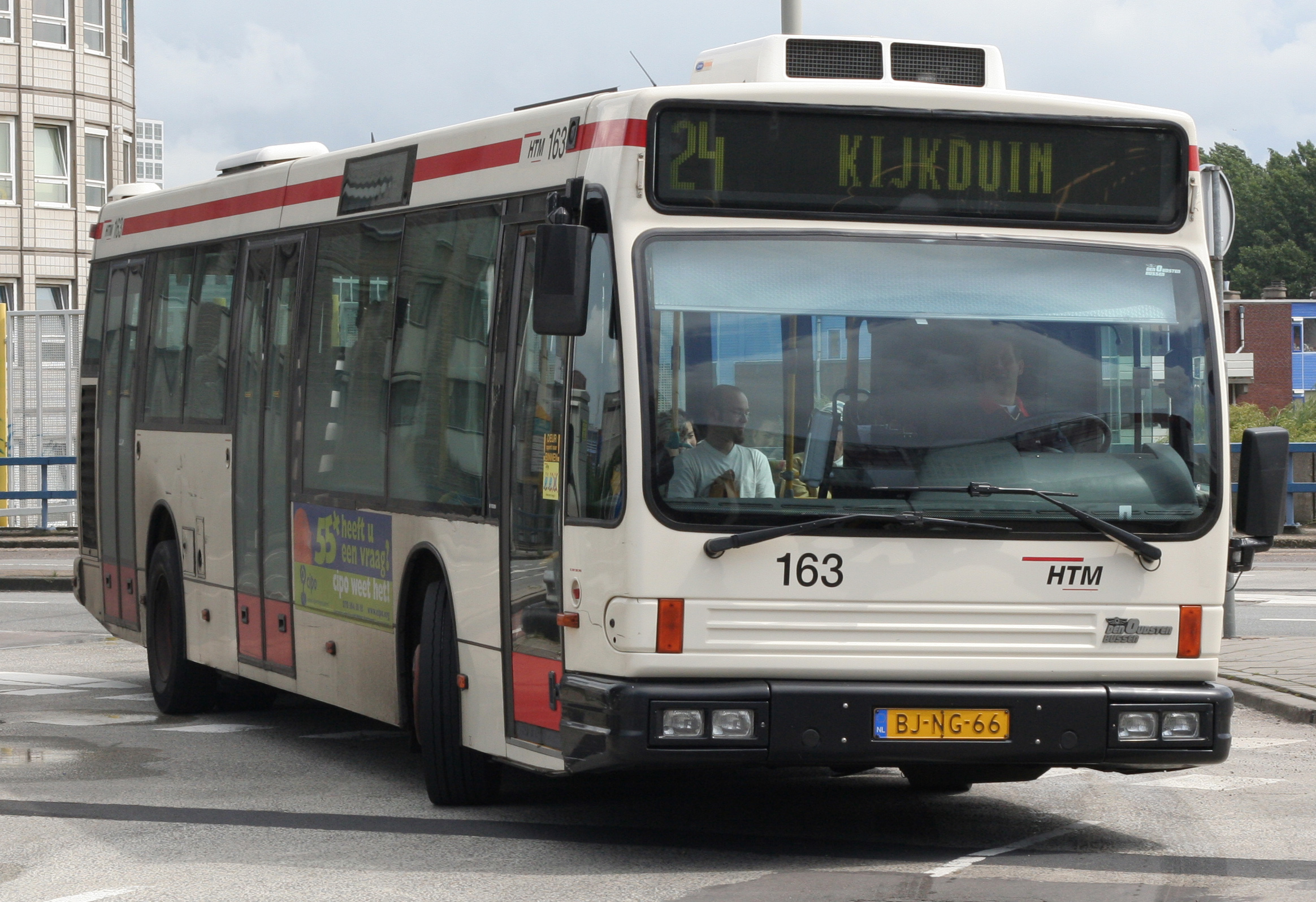
Den Oudsten bus 163 op lijn 24 in 2007

Buslijn 24 van HTM is een buslijn in de regio Haaglanden, in de Nederlandse provincie Zuid-Holland. De in 2004 geopende buslijn Kijkduin - Mariahoeve, ontstaan door vernummering van buslijn 4, is de derde met het lijnnummer 24. 
Van 2004 t/m 2009 werd het gedeelte tussen Kijkduin (Deltaplein) en het Kijkduinpark ook bereden met het lijnnummer"24P", waarbij de "P" stond voor "Pendelbus".

## Route en dienstregeling
De lijn verbindt Station Mariahoeve via de wijken Mariahoeve, Bezuidenhout, langs het Centraal Station, door het Centrum van Den Haag, de Javastraat, langs het Vredespaleis, door de wijken Duinoord, Houtrust, Vogelwijk en Bohemen met Kijkduin (Deltaplein).
Buslijn 24 rijdt op werkdagen overdag iedere 10 minuten, tijdens de spitsuren iedere 7,5 minuten. In het weekend overdag rijdt buslijn 24 iedere 12 minuten, op minder drukkere uren iedere 15 minuten, en 's avonds na 20.00 uur en in de vroege ochtend van het weekend iedere 30 minuten.

## Geschiedenis

### 1955-1971
- 1 november 1955: De eerste lijn 24 werd ingesteld als het nieuwe lijnnummer voor buslijn M, die vanaf 1948 bestaan had op het traject Kijkduin(sestraat) - De Savornin Lohmanplein. Vanaf deze datum werden alle Haagse buslijnen niet meer aangeduid in letters, maar in cijfers.
- 1 december 1958: De lijn werd omgezet in een ringlijn via Lobelialaan of Kijkduinse straat.[1]
- 21 juni 1964: Lijn 24 werd in de zondagsdienst verlengd naar Loevesteinlaan bij de Cannenburghlaan in Moerwijk.
- 4 juli 1964: Alle diensten werden verlengd naar Moerwijk/Loevesteinlaan.
- 31 oktober 1965: Lijn 24 werd doorgetrokken naar Station Rijswijk.
- 22 mei 1966: Lijn 24 werd doorgetrokken naar Station Voorburg.
- 29 augustus 1971: Het eindpunt Voorburg Station werd verlegd naar Geestbrug/Geestbrugweg (Rijswijk) wegens werkzaamheden aan de Geestbrug op de gemeentegrens tussen Rijswijk en Voorburg.
- 5 december 1971: Lijn 24 werd gecombineerd met lijn 23 tot een nieuwe lijn 23 van Kijkduin naar het Tesselseplein in Duindorp. Het aangekondigde plan om deze route te sluiten tot een ringlijn is nooit verwezenlijkt.

### 1998
- 5 januari 1998: De instelling van de tweede lijn 24 vond plaats op het traject Kwartellaan - Station Laan van Nieuw Oost Indië als spitsuurlijn in het kader van het project "Samen werken aan bereikbaarheid" (SWAB) waarvoor  het ministerie gelden beschikbaar stelde. Deze lijn reed deels een snellere route dan bus 4, omdat gereden werd via Raamweg, Hubertusviaduct, Prof. B.M. Teldersweg en President Kennedylaan.[2]
- 18 december 1998: Omdat de lijn nauwelijks passagiers vervoerde werd de  lijn weer opgeheven.

### 2004-heden

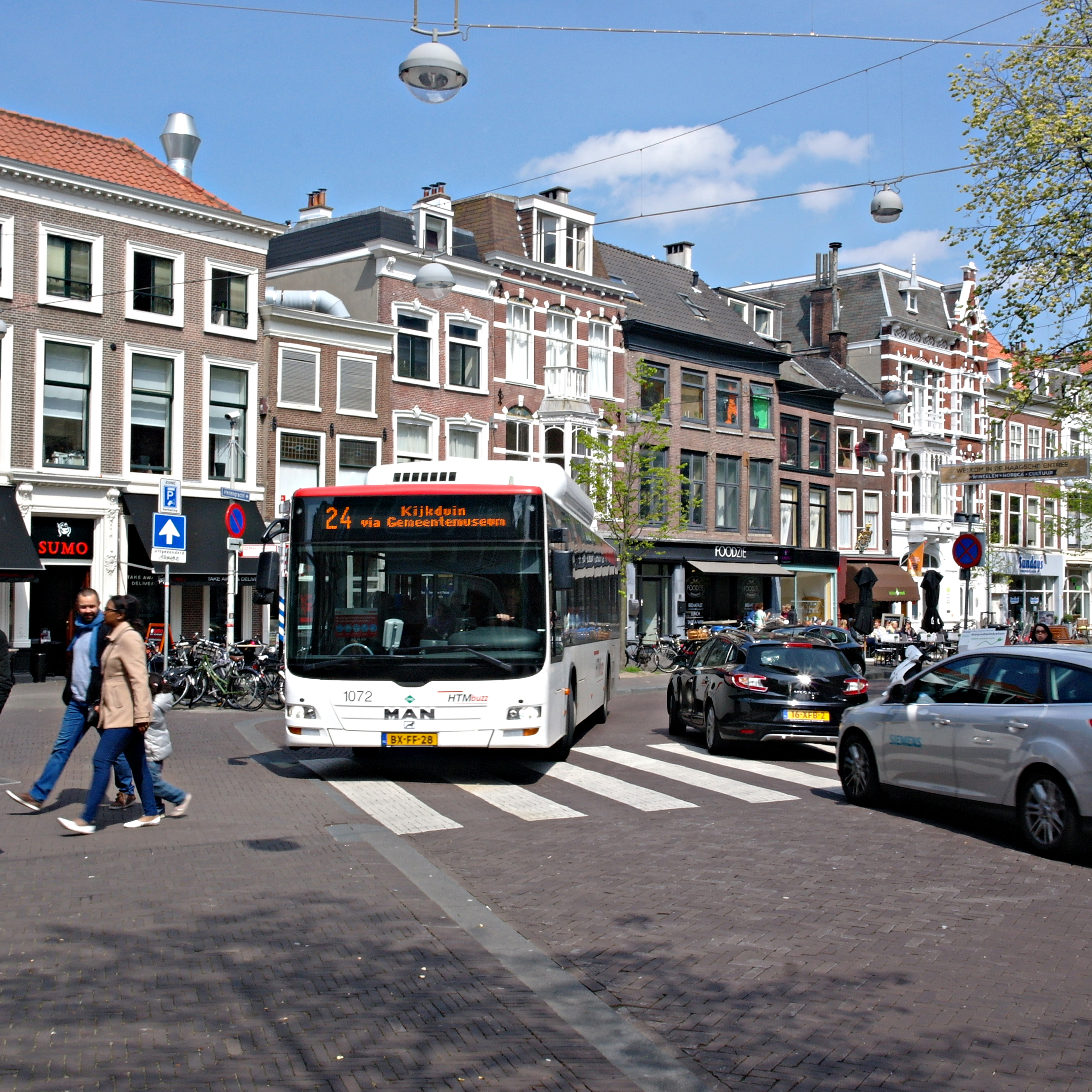
HTMbuzz lijn 24 op 2 mei 2015 op de Herengracht.(omleiding)

- 12 december 2004: De derde lijn 24 werd ingesteld op het traject Kijkduin (Deltaplein) - Station Mariahoeve door vernummering van de tweede buslijn 4, die vanaf 1966 had bestaan. Dit gebeurde omdat RandstadRail het lijnnummer 4 ging gebruiken. Overige geplande vernummeringen van tramlijnen ging toch niet door.
- 9 december 2012: Het concessiebedrijf van HTM ging over naar HTMbuzz.
- 13 december 2015: De halte Buitenhof werd opgeheven voor lijn 24.
- 21 april 2019: Na herinrichting van de Sportlaan werd de halte Kruisbeklaan opgeheven voor lijn 24.
- 15 december 2019: De nieuwe busconcessie "Haaglanden Stad" ging vanaf dat moment in voor de periode 2019-2034. Daarbij ging de concessie na zeven jaar terug van HTMbuzz naar HTM.
- In 2022 maakten sommige ritten een omweg via de Kijkduinsestraat en keerden bij de Beethovenlaan. Ook rijdt bus 24 nu in beide richtingen langs Carnegielaan en Vredespaleis.
- 3 februari 2025 werd lijn 24 de eerste HTM-buslijn op die de nieuwe eCitaro met passagiers in dienst reed.

### Lijn 24P
- 12 december 2004: Pendellijn 24P werd ingesteld op het traject Kijkduinpark - Kijkduin (Deltaplein) door vernummering van buslijn 4P, die vanaf 2002 had bestaan. Deze pendelbuslijn reed alleen op verzoek en was daarom losgemaakt op lijn 24.
- 13 december 2009: Lijn 24P werd opgeheven en vervangen door buslijn 29 die een jaar later werd opgeheven.